# Стипендия Гуггенхайма
Стипе́ндия Гуггенха́йма (англ. Guggenheim Fellowship) — грант Мемориального фонда Джона Саймона Гуггенхайма представляет собой субсидию, присуждаемую ежегодно, начиная с 1925 года тем, «кто продемонстрировал исключительный творческий потенциал или исключительные творческие способности в искусстве». Ежегодно Фонд предоставляет несколько сотен наград в каждой из двух отдельных категорий:
- гражданам и постоянным жителям Соединённых Штатов и Канады;
- другим гражданам, постоянным жителям Латинской Америки и Карибского бассейна.

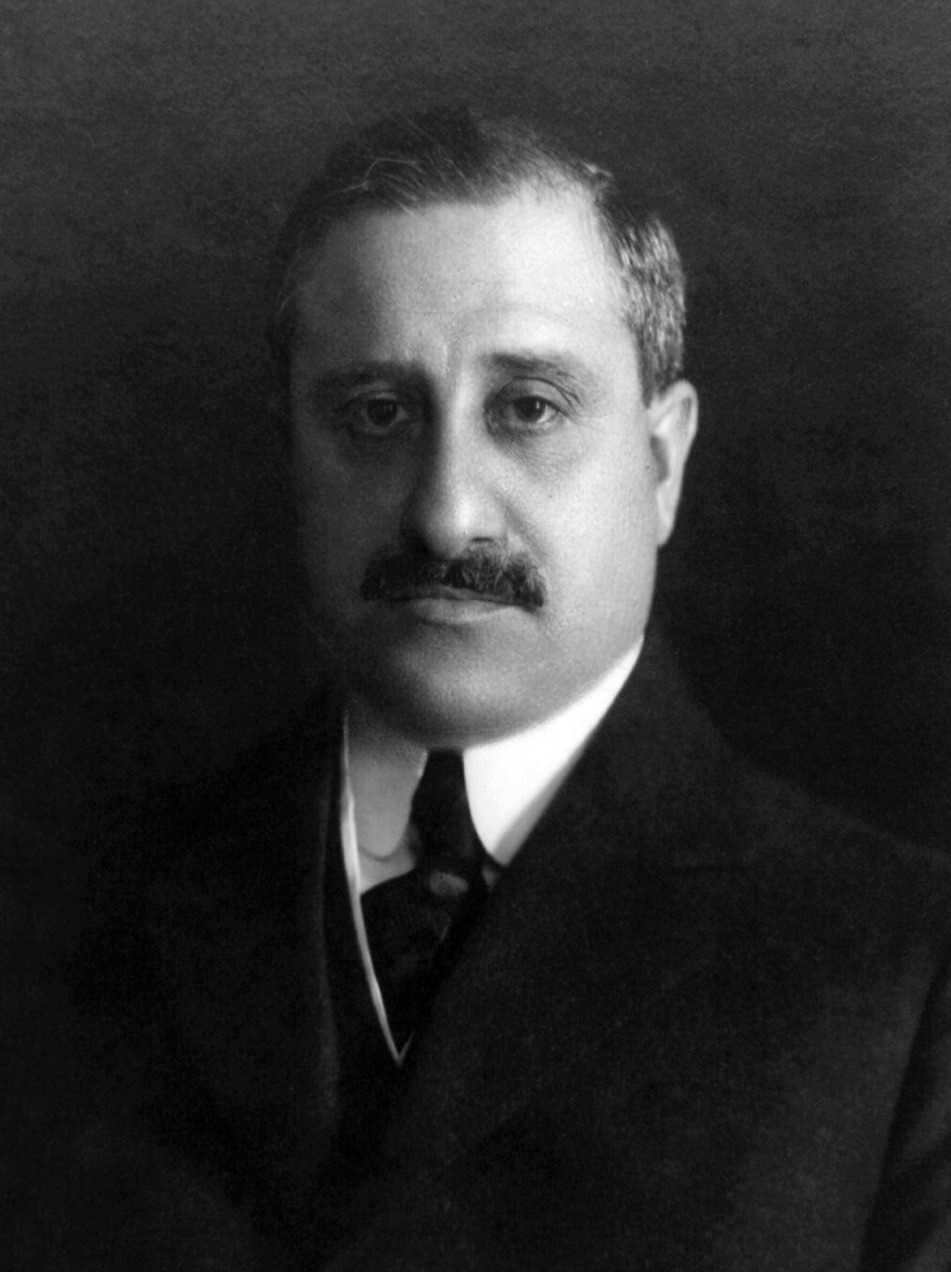
Саймон Гуггенхайм

Исполнительские виды искусства исключены, однако право на участие имеют композиторы, режиссёры и хореографы.
Условия присуждения стипендии не подразумевают студентов в качестве претендентов на грант, но лишь «продвинутых профессионалов в зените карьеры», уже заявивших о себе выставками, постановками, публикациями. Стипендиаты могут тратить деньги по своему усмотрению, и основной целью Стипендии является предоставление получателям временны́х отрезков, в течение которых они могли бы работать со всей творческой свободой, на которую способны, кроме того, они должны в основном освободиться от своих текущих нагрузок. Кандидаты должны предоставить ссылки на свои работы, а также резюме и портфолио. Фонд получает от 3500 до 4000 заявок в год; при этом ежегодно присуждается около 220 Стипендий.
Размер гранта варьируется и скорректирован в соответствии с потребностями стипендиатов, учитывая другие их ресурсы, а также их цели и масштабы их планов. Средний грант в конкурсе 2008 года среди претендентов из США и Канады был равен $43 200.